# Lill Arncloo
Lill Arncloo, född 6 juni 1924 i Lund, död 8 juni 1969 i Schweiz, var en svensk skådespelare.

## Filmografi
- 1944 – Klockan på Rönneberga
- 1944 – Skåningar
- 1945 – Sten Stensson kommer till stan

## Teater

### Roller (ej komplett)
| År   | Roll          | Produktion                                     | Regi             | Teater      |
| ---- | ------------- | ---------------------------------------------- | ---------------- | ----------- |
| 1945 | Friherrinnan  | Nattlig ankomst (Ankunft bei Nacht) Hans Rothe | Per-Axel Branner | Nya Teatern |
| 1946 | Hanna Roberts | Över förmåga (Over Ævne) Bjørnstjerne Bjørnson | Soini Wallenius  | Nya Teatern |